# The Police

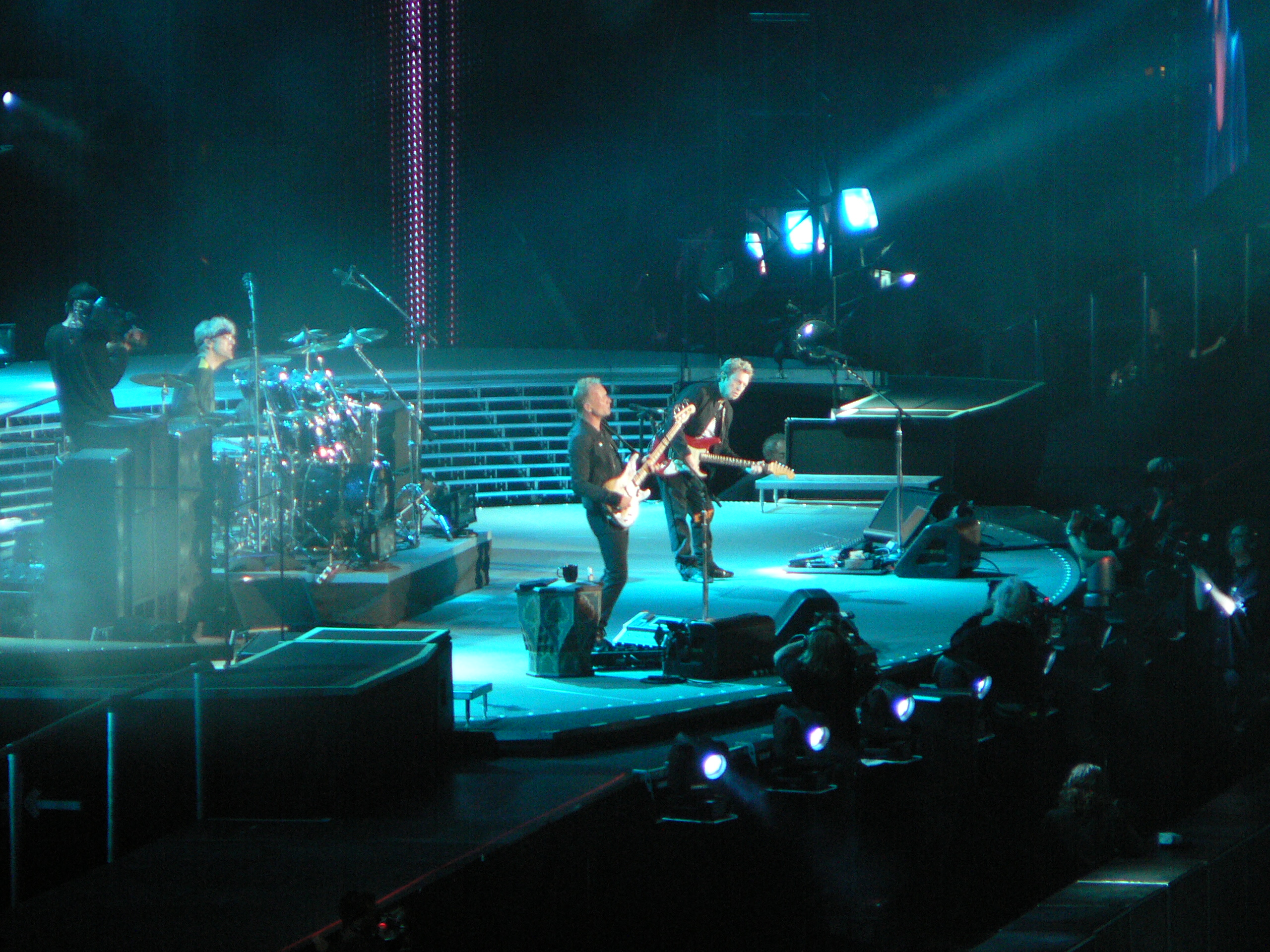
Az együttes 2007. június 23-án

A The Police együttes 1977-ben alakult. Összességében az újhullám stílusirányzatához sorolható, de zenéjében jelen van a punk rock, a reggae (ezek főként a kezdetekkor) és a jazz is. Tagjai hivatalosan sosem jelentették be az együttes feloszlását, de mindannyian szólókarrierbe kezdtek utolsó lemezük megjelenése után, s azóta csak kivételes alkalmakkor játszottak együtt.

## Tagjai
- Stewart Copeland, dob (1977. január –)
- Henri Padovani, gitár (1977. január–augusztus)
- Sting (Gordon Matthew Sumner), ének, basszusgitár (1977. január –)
- Andy Summers, gitár (1977. július –)

## Története
1976. december 5-én Stewart Copeland (a Curved Air dobosa) először találkozott Stinggel, a Last Exit egyik koncertjén a newcastle-i St. Mary's Collage-ben. Megkérte őt, hogy ha Londonba költözik, keresse fel. Az együttes neve Stewart Copeland ötlete volt, és első kislemezük felvétele előtt találta ki. Olyan szót szerettek volna, amely a világ minden táján ismert. Copeland egyszer megjegyezte, hogy azért döntöttek a police (azaz rendőrség) mellett, mert úgy gondolták, ilyen névvel szabadon kiadhatnak majd bármit.
Az együttes 1977. január 12-én tartotta első próbáját Copeland londoni lakásán. A gitáros ekkor még Henri Padovani volt. Február 12-én vették fel első kislemezüket, a Fallout/Nothing Achievinget a londoni Pathway Stúdióban. Az alapító trió első fellépése a walesi Newportban volt március 1-jén Cherry Vanilla előzenekaraként (több városban is ők léptek fel előtte). Szintén előzenekarként kísérték végig a Wayne County & The Electric Chairs együttest hollandiai–belgiumi körútjukon.
Május elején Sting és Copeland először játszott együtt Andy Summersszel a londoni Virtual Earth Stúdióban. A zenészeket Mike Howlett mutatta be egymásnak, akinek szándékában állt zenekart alakítani velük Strontium 90 néven. A formáció első nyilvános fellépése a párizsi Circus Hippodrome-ban május 28-án volt, ezen kívül mindössze kétszer álltak közönség elé londoni klubokban. Mivel nem sikerült lemezszerződést kapniuk, és Copelandet és Stinget jobban érdekelte a már útjára indult Police, ahova Summerst is meghívták, a Strontium 90 csak egy hónapig létezett. A párizsi koncert három száma és a stúdióban rögzített öt felvétel 1997-ben jelent meg Police Academy címen (bónuszként szerepel rajta az Every Little Thing She Does Is Magic Howlett házi stúdiójában készült demófelvétele).
Július végén, augusztus elején a Police kétszer kvartettként lépett fel, de egy sikertelen stúdió session után Padovani kilépett; augusztus 18-án Birminghamben már a jól ismert trió játszott.
1978. január 13-án elkezdődtek első albumuk, az Outlandos d'Amour felvételei a leatnerheadi Surrey Sound Stúdióban. Március 21-én Stewart Copeland bátyja, Miles meglátogatta őket, és meghallván a Roxanne-t, felajánlotta, hogy menedzseli az együttest. Már másnap lemezszerződést szerzett nekik az A&M kiadónál. Az album előtt kiadott kislemezek komoly visszhangot keltettek; mivel a Roxanne egy prostituáltról, az Can't Stand Losing You pedig az öngyilkosságról szól, több tévé és rádió nem volt hajlandó játszani őket, ennek ellenére ismertekké váltak. Az együttes októbertől az év végéig turnézott, főként az Egyesült Királyságban és az Amerikai Egyesült Államokban.
1979. február 13-án láttak neki a Reggatta de Blanc rögzítésének, ismét a Surrey Soundban. Az év során újra kiadott kislemezeik már igen jó helyezést értek el a slágerlistákon (a Roxanne 12. az EK-ban és 32. az USA-ban, a Can't Stand Losing You 2. az EK-ban); az új lemezről kimásolt dalok pedig két hét után az angol lista élére kerültek (Message in a Bottle/Landlord). Maga az album is már megjelenése hónapjában (október) első lett. Zenei anyaga koncerteken kezdett el formálódni: mivel az együttesnek kevés száma volt, azokat hosszasabban kellett játszani, hogy a teljes estét kitölthessék. „Végül is mindegyik dal kezdett felszedni egy szabad formájú dzsesszes hangzást, és ez a növekvő igényesség mutatkozik meg ezen az albumon.” (Sting, Revolver magazin, idézi a zene.net)
1980 januárjában indult koncertkörútjuk már több mint tíz országot érintett (az előző évben még mindig főként az EK-ban és az USA-ban léptek fel). Július 7-én kezdődtek a Zenyatta Mondatta felvételei a Wisseloord Stúdióban (Hilversum, Hollandia). Sting szerint ez a legkevésbé sikerült albumuk: „Valószínűleg ez volt a legelkeseredettebb albumunk. Akkor már óriási sikert élveztünk Anglia-szerte. Ki akartuk használni a népszerűségünket, így az albumkészítés miatt csak kis időt akartunk Hollandiában tölteni, és szerveztünk egy turnét, ami ezt követően két héttel kezdődött volna. Talán meg tudtunk volna írni egy albumot két hét alatt, de sokat veszekedtünk, ezért a reméltnél több időt vett igénybe. Még akkor is vettünk fel dalokat az albumra, amikor már turnéztunk. Elkapkodtuk. Több időt kellett volna szakítanunk rá.” (Revolver magazin, idézi a zene.net) A Zenyatta Mondatta decemberben már aranylemez, a következő év februárjára pedig platina.
A Police 1981 februárjában megkapta első Grammy-díját a legjobb instrumentális rock-számért (Reggatta de Blanc). Június 15-én a montserrat-i AIR Stúdióban megkezdődtek a Ghost in the Machine felvételei. A hangzás fúvósokkal és szintetizátorral bővült. Az októberben kiadott album már decemberre platinalemez lett.
1982 februárjában már két Grammyt is elnyertek: a legjobb instrumentális rockszám (Behind My Camel – ezen a felvételen egyébként Sting nem hallható: a basszust is Summers játszotta fel) és a legjobb duó vagy együttes által előadott rockszám (Don't Stand So Close to Me). Ugyancsak februárban a Brit Awardon ők lettek a legjobb brit együttes.
1982 decemberében kezdődött utolsó albumuk, a Synchronicity rögzítése (ugyancsak Montserraton). Az 1983. júniusában megjelenő lemez még abban a hónapban platina lett. A Synchronicity mindössze hat hétig készül, az együttes tagjai ekkorra már tisztában voltak vele, hogy a köztük kialakult feszültségek nem teszik lehetővé a további közös munkát. „Az egész album felvételekor pocsék atmoszféra uralkodott. Utáltuk és nem tiszteltük egymást.” (Copeland, Revolver magazin, idézi a zene.net)
1984-ben ismét két Grammyt nyertek: a pop és a rock kategóriában is ők voltak a legjobb előadók (előbbiben az Every Breath You Take-kel, utóbbiban a Synchronicity II-vel). Tulajdonképpen már ebben az évben, a márciusban befejeződött Synchronicity-turné után feloszlottak, három 1986-os, az Amnesty Internationalt segítő koncertre azonban még összeálltak, s az utolsón jelképesen átadták hangszereiket a U2-nak. E szimbolikus mozzanat miatt ezt a fellépést tekintik az együttes búcsúkoncertjének (East Rutherford, USA, 1986. június 15.). Szintén 1986-ban készítették el utolsó felvételüket, a Don't Stand So Close to Me újrafeldolgozását egyik válogatásalbumuk számára. Azóta kétszer játszottak együtt: 1992-ben Sting és Trudie Styler esküvőjén (augusztus 22.) Sting wiltshire-i házánál és 2003. március 10-én a New York-i Waldorf-Astoria Hotelben, abból az alkalomból, hogy beválasztották őket a Rock and Roll Hall of Fame-be.

## Diszkográfia

### Nagylemezek
- Outlandos d’Amour (1978)
- Reggatta de Blanc (1979)
- Zenyatta Mondatta (1980)
- Ghost in the Machine (1981)
- Synchronicity (1983)

### Kislemezek

#### 7 hüvelykes
- Fall Out/Nothing Achieving (1977. május, 1979. április, 1979. december)
- Roxanne/Peanuts (1978. április)
- Can't Stand Losing You/Dead End Job (1978. augusztus, 1979. június)
- So Lonely/No Time This Time (1978. október, 1980. február)
- Message in a Bottle/Landlord (1979. szeptember)
- Walking on the Moon/Visions of the Night (1979. november)
- Police Six Pack: Truth Hits Everybody/The Bed's Too Big Without You + öt már megjelent kislemez (1980. május)
- Don't Stand So Close to Me/Friends (1980. szeptember)
- De Do Do Do, De Da Da Da/A Sermon (1980. december)
- Invisible Sun/Shambelle (1981. szeptember)
- Every Little Thing She Does Is Magic/Flexible Strategies (1981. október)
- Spirits in the Material World/Low Life (1981. november)
- Every Breath You Take/Murder by Numbers (1983 nyara)
- Wrapped Around Your Finger/Someone to Talk To (1983. július)
- Synchronicity II/Once Upon a Daydream (1983. október)
- King of Pain/Tea in the Sahara (élő) (1984. január)
- Don't Stand So Close to Me '86/Don't Stand So Close to Me (élő) (1986)
- Roxanne/Synchronicity II (1987)

Csak az Egyesült Királyságban kiadott kislemezek. Nagyjából ugyanezek jelentek meg más európai országokban (Franciaország, Hollandia, Németország, Olaszország, Spanyolország). Az USA-ban csak 14-et adtak ki; Japánban és más országokban pedig csak néhányat.

#### 12 hüvelykes
- Roxanne/Peanuts (1978. április, 1979. április)
- Walking on the Moon/Visions of the Night
- Wrapped Around Your Finger/Someone to Talk To/Message in a Bottle (élő)/I Burn for You (1983. július)
- Synchronicity II/Once Upon a Daydream (1983. október)
- King of Pain/Tea in the Sahara (élő) (1984. január)
- Don't Stand So Close to Me '86 (Dance Mix)/Don't Stand So Close to Me '86/Don't Stand So Close to Me/Don't Stand So Close to Me (élő) (1986)
- Roxanne/Synchronicity II (1987)
- Voices Inside My Head (E Smoove Pump Mix)/Can't Stand Losing You (élő)/Voices Inside My Head (Classic Mix)/Voices Inside My Head (S Tribe Mix) (1995. április)

A fentiek az Egyesült Királyságban jelentek meg. Néhány közülük más európai országokban, Japánban és az USA-ban is kijött.

### Összkiadás
- Message in a Box. The Complete Recordings (1993) (4 CD)

Az öt album anyagán kívül tartalmaz ki nem adott számokat és élő felvételeket is, de nem teljes gyűjteménye az együttes által készített felvételeknek. Lásd: .

### Koncertfelvételek
- Reunion Concert (1986)
- Live! (1995) (2 CD)
- The Police: Certifiable – (megjelenik: 2008. november 11-én) – élő koncertfelvétel a 2007/2008-as "Reunion Tour" turnéról, amelyet Argentínában, Buenos Airesben rögzítettek (DVD-vel vagy Blu-Ray disc-kel egy csomagban).

### Válogatásalbumok
- Every Breath You Take. The Singles (1986)
- Their Greatest Hits (1990)
- Greatest Hits (1992)
- Selections from Message in a Box (1993)
- Every Breath You Take. The Classics (1995)
- The Very Best of Sting and The Police (1997)

## Videográfia

### Klipek
- Roxanne (1978); rendezte: Derek Burbidge
- Can't Stand Losing You (1978); rendezte: Derek Burbidge
- So Lonely (1978); rendezte: Derek Burbidge
- Message in a Bottle (1979); rendezte: Derek Burbidge
- Walking on the Moon (1979); rendezte: Derek Burbidge
- Don't Stand So Close to Me (1980); rendezte: Derek Burbidge
- De Do Do Do De Da Da Da (1980); rendezte: Derek Burbidge
- Spirits in the Material World (1981); rendezte: Derek Burbidge
- Every Little Thing She Does Is Magic (1981); rendezte: Derek Burbidge
- Invisible Sun (1981); rendezte: Derek Burbidge
- Demolition Man (1981); rendezte: Derek Burbidge
- Synchronicity II (1983); rendezte: Lol Creme, Kevin Godley
- Every Breath You Take (1983); rendezte: Lol Creme, Kevin Godley
- Wrapped Around Your Finger (1983); rendezte: Lol Creme, Kevin Godley
- Don't Stand So Close to Me '86 (1986); rendezte: Lol Creme, Kevin Godley

### Koncertek, élő felvételek
- Around the World (1982); 1980-81-es koncertekről
- Synchronicity Concert (1984); rendezők: Lol Creme, Kevin Godley; Atlanta (USA), 1983. november 3. (a képek a közönségről több helyen is a augusztus 2-án, Montrealban rögzített felvételről származnak); a számok és a sorrend nem mindenhol egyezik a Live! 2. cd-jével
- Outlandos to Synchronicities – A history of The Police Live! (1995); több helyszínről (1978–83)
- Live Ghost in the Machine (2001); Gateshead (UK), 1982. július 31.
- Live '79 at Hatfield Polytechnic (2002); Hatfield (UK), 1979. február 21.
- The Police: Certifiable (2008) – élő koncertfelvétel a 2007/2008-as "Reunion Tour" turnéról, amelyet Argentínában, Buenos Airesben rögzítettek (CD-vel egy csomagban).

## Érdekességek
- A Don't Stand So Close to Me refrénjének és a Money for Nothing vokáljának ("I want my, I want my, I want my MTV") dallama megegyezik. Ennek oka, hogy amikor a Dire Straits Brothers in Arms című albumát készítette a montserrat-i A.I.R. Stúdióban, Sting épp a szigeten nyaralt, és Mark Knopfler megkérte, hogy működjön közre az egyik számban.
- Az Invisible Sun klipjének végén Sting a My Fair Lady című musicalből énekel két sort: "All I want is a place somewhere / Far away from the cold night air". (A sorok az albumon nem hangzanak el.) A klipet egyébként a televíziók nem adták le, mivel az északír helyzettel foglalkozik (a szövegben is felfedezhetők utalások).